# スパルタカス (映画)
『スパルタカス』（Spartacus）は、1960年のアメリカ映画。ハワード・ファストが執筆したスパルタクスの反乱をテーマにした小説を、カーク・ダグラスが自らの製作総指揮・主演で映画化した歴史スペクタクル映画。
スティーヴン・ジェイ・シュナイダーの『死ぬまでに観たい映画1001本』に掲載されている。2017年、アメリカ議会図書館によって「文化的、歴史的、美学的に重要」とみなされ、アメリカ国立フィルム登録簿に保存された。

## あらすじ
共和政ローマ末期の時代のリビア鉱山。たくましいトラキア人奴隷のスパルタカス（カーク・ダグラス）は倒れた奴隷を助けようとして衛兵に反抗し、飢え死にの刑に処せられたが、鉱山に剣闘士の卵を探しにきた剣闘士養成所主のバティアトゥス（ピーター・ユスティノフ）に見出され、カプアにある彼の養成所に連れて行かれることとなった。
養成所にてスパルタカスはバティアトゥスと剣闘士上がりの教官であるマルケルスに目を付けられて幾度か屈辱を味わうが、そこで働く女奴隷のバリニア（ジーン・シモンズ）とはお互いに好意を持つ仲となった。そんなある日、ローマの元老院派（オプティマテス）の大物であるクラッスス（ローレンス・オリヴィエ）が、親友のマルクス・パブリウス・グラブルス（ジョン・ドール）やグラブルスの姉のヘレナ・グラブルス（ニナ・フォック）などを引き連れて、バティアトゥスの養成所を訪れ、剣闘士同士の真剣試合を所望した。バティアトゥスは真剣試合が剣闘士達に及ぼす悪影響を考えて断ったが、クラッススは大金を積んで強要した。スパルタカスは網闘士の黒人剣闘士ドラバ（ウディ・ストロード）と闘うことになり、激しい闘いの末スパルタカスは剣を失い、ドラバにとどめを刺されるだけとなった。しかしドラバはクラッススらの命に従わず、とどめを刺すどころか、その槍でクラッススらに襲い掛かったが、衛兵によって阻まれ殺された。ドラバの死体は養成所内に見せしめとして逆さづりにされた。その後、クラッススは接待に出たバリニアをみそめて、バティアトゥスから購入する約束をして引き上げた。
翌日、売られていくバリニアの姿を目撃したスパルタカスは、怒りにまかせてマルケルスに襲い掛かり、他の剣闘士と協力してマルケルスと衛兵を殺害した。その勢いのまま剣闘士達は養成所を制圧。やがてヴェスヴィオ山中に立てこもって、他の奴隷達を仲間に加えてその数は急速に膨れ上がった。その中にローマに向かう途中で逃げ出したバリニアもおり、スパルタカスと結ばれることになった。
ローマでは、奴隷の反乱に対して、元老院の中でクラッススら元老院派と対立する民衆派の大物グラックス（チャールズ・ロートン）はクラッススの親友グラブルスをたきつけてその指揮するローマ市兵団によって反乱鎮圧に向かわせ、同じ民衆派の仲間のジュリアス・シーザー（ジョン・ギャヴィン）をローマの留守兵団の司令官に任ずることに成功した。同じころクラッススはシチリア人の青年奴隷で詩吟を専門とするアントニウス（トニー・カーティス）を購入し、側に置こうとしたが、アントニウスはスパルタカスのもとに逃亡した。グラブルスは、相手が奴隷であると油断しており、スパルタカスは彼の兵団を奇襲攻撃で打ち破った。
スパルタカスの指揮の下、反乱軍は東方のキリキア海賊の船によってイタリアから脱出するため、南イタリアのブリンディジ目指して南下した。これを阻止すべく正規軍であるローマ軍団が投入されたが、いまや数万に膨れ上がったスパルタカスの反乱軍は次から次へとそれらを打ち破った。敵対するクラッススが奴隷討伐軍の総司令官に任命されて権力を握ることを恐れるグラックスは、海賊と共謀してスパルタカスを安全に脱出させようとしたが果たせず、ついにクラッススは元老院によって筆頭執政官兼全軍総司令官に指名され、8個軍団を率いてスパルタカスの討伐に向かうこととなった。
スパルタカスの軍勢はブリンディジの手前まで到着していたが、キリキア海賊はクラッススによって買収されて撤収してしまった。更にスペインからポンペイウス、小アジア（アナトリア半島）からはルクルスの軍団がクラッススの増援として到着していた。絶望的な状況の中スパルタカスは自軍をローマに進撃させてクラッススの主力を打ち破ることによって、この戦争を一気に終結させることを決意する。クラッススはバティアトゥスを陣中に留め置き、スパルタカスを生死を問わず見つけ出すように命じた。
決戦はポンペイウスとルクルスの増援もあって反乱軍の完全な敗北に終わり、スパルタカスを含めわずか数千人が生き残っただけだった。クラッススはスパルタカスを差し出せば他の奴隷の命は助けると約束したが、奴隷たちは異口同音に自分こそがスパルタカスであると名乗り出る。その結果、全員がアッピア街道沿いに磔にされることになった。その途中、クラッススはかつてのバティアトゥスの養成所でまみえたスパルタカスの顔を思い出し、アントニウスと共に、2人を磔の列の最後に留めることにした。
クラッススは生まれたばかりのスパルタカスの息子と共にバリニアを見つけ、自分の手元に置いたが、その心をつかむことはできなかった。クラッススを憎むグラックスに依頼されたバティアトゥスはバリニアをひそかに連れ出したが、グラックスはクラッススの命を受けたシーザーに逮捕され、ローマ追放を宣告された。一方クラッススはローマの城外でアントニウスとスパルタカスの2人に真剣試合をさせ、勝者は磔にすると命じた。お互いを磔にしたくない2人は必死に戦い、やがてスパルタカスは勝利し、磔にされた。政争に敗れたグラックスは自害を決意したが、その直前バリニアとその子供を自由人にする書類を作成し、バティアトゥスに託した。
バティアトゥスはバリニアを連れてローマ城外に脱出したが、城門の外に磔にされたスパルタカスを見つけたバリニアは息子を抱いて馬車を降りてスパルタカスのもとに駆け寄り、息子は自由になったと伝えた。スパルタカスは静かにうなずき、やがて息を引き取った。バリニアはバティアトゥスにせかされて馬車に戻り、去っていった。

## キャスト
| 役名                             | 俳優                   | 日本語吹替                                                  | 日本語吹替                                                                                                |
| 役名                             | 俳優                   | フジテレビ版                                                | ソフト版                                                                                                  |
| -------------------------------- | ---------------------- | ----------------------------------------------------------- | --- |
| スパルタカス                     | カーク・ダグラス       | 宮部昭夫                                                    | 寺杣昌紀                                                                                                  |
| マルクス・クラッスス             | ローレンス・オリヴィエ | 新田昌玄                                                    | 磯部勉 |
| バリニア                         | ジーン・シモンズ       | 鰐淵晴子                                                    | 安藤麻吹                                                                                                  |
| グラックス                       | チャールズ・ロートン   | 富田耕生                                                    | 滝口順平                                                                                                  |
| バティアトゥス                   | ピーター・ユスティノフ | 田中明夫                                                    | 福田信昭                                                                                                  |
| アントニウス                     | トニー・カーティス     | 広川太一郎                                                  | 森川智之                                                                                                  |
| ジュリアス・シーザー             | ジョン・ギャヴィン     | 納谷六朗                                                    | 小山力也                                                                                                  |
| ヘレナ・グラブルス               | ニナ・フォック         |                                                             | 小宮和枝                                                                                                  |
| クリクサス                       | ジョン・アイアランド   | 矢田耕司                                                    | |
| ティグラネス・レバントス         | ハーバート・ロム       | 北村弘一                                                    | 内田直哉                                                                                                  |
| マルクス・パブリウス・グラブルス | ジョン・ドール         | 小林修                                                      | 牛山茂 |
| マルケルス                       | チャールズ・マッグロー | 富田耕生                                                    | 斎藤志郎                                                                                                  |
| ドラバ                           | ウディ・ストロード     |                                                             | |
| 不明 その他                      | N/A                    | 上田敏也 平林尚三 大久保正信 小関一 藤夏子 中谷ゆみ         | 御友公喜 田野聖子 手塚秀彰 塾一久 佐々木省三 園江治 水野龍司 平勝伊 駒谷昌男 上田陽司 風間秀郎 谷井あすか |
|                                  |                        |                                                             | |
| 演出                             | 演出                   | 山田悦司                                                    | 佐藤敏夫                                                                                                  |
| 翻訳                             | 翻訳                   | 山田実                                                      | 中村久世                                                                                                  |
| 効果                             | 効果                   | 赤塚不二夫                                                  | |
| 調整                             | 調整                   | 栗林秀年                                                    | |
| 制作                             | 制作                   | グロービジョン                                              | ACクリエイト                                                                                              |
| 解説                             | 解説                   | 高島忠夫                                                    | |
| 初回放送                         | 初回放送               | 1977年3月4日・11日 『ゴールデン洋画劇場』 ＊正味約180分程度 | |

※ 2015年10月21日発売の「ユニバーサル思い出の復刻版 ブルーレイ」と「スチールブック仕様ブルーレイ」にはフジテレビ版の日本語吹替を併録

## 製作
本作は元々アンソニー・マン監督でクランクインしていたが、カーク・ダグラスとの衝突により降板したため、当時まだ無名だったスタンリー・キューブリックが呼び寄せられた。マン演出によるシークエンスは現行本編冒頭に残っている。

### 脚本
キューブリックは不満のあったダルトン・トランボの脚本を現場で書き換え、撮影終了後、脚本家クレジットの問題が持ち上がった際、キューブリックが自分の名前を表記するよう主張した。
最終的にクレジットはトランボのものとなったが、この作品では、もともとダグラスが各キャストの出演承諾を得るため、トランボの脚本をそれぞれのキャストに都合良く書き換えた版が送付されたとも言われ、ピーター・ユスティノフも脚本の手直しを行い、またキューブリックも旧知のカルダー・ウィリンガムに戦闘シーンの執筆を依頼している。
一方、元の脚本を書き直されたトランボは製作現場から締め出され、撮影終了後ようやくフィルムを見て修正案を提出、戦闘シーンが撮り直された。

### 削除されたシーン
初公開時に削除された、クラッススとアントニウスが小浴場で入浴するシーンの一部シークエンスが1991年に修復された。香油によるマッサージやベール越しの撮影で妖艶さを増し、会話には牡蠣や蝸牛など食のモラルに関するものには同性愛に対するモラルを暗示するものが含まれていた。音声素材が消失しており、また、ローレンス・オリヴィエは1989年に死去していたので、彼にゆかりのあるアンソニー・ホプキンスが台詞を吹替えた。カーティスは、ドキュメンタリー映画 『セルロイド・クローゼット』 の中で、この2人の絡みがある場面がホモセクシュアルを匂わせる為に削除されたことを明らかにしている。

## 反響
かつて赤狩りで追放歴のあるダルトン・トランボ（ハリウッド・テンの一人）が13年ぶりに実名で脚本を担当したことから、公開当時は右派や軍人を中心に非難や上映反対運動が起こった。
これに対し、ジョン・F・ケネディ大統領（当時）が事前通知なしで劇場を訪れて同作品を観賞し、好意的な感想を述べたことで、大ヒットにつながった。
キューブリックはあくまで監督として「雇われた」だけだと言い張り、死ぬまでこの映画を自分の作品とは認めず、「あの映画には失望した」とまで言っていた。これは製作者カーク・ダグラスが大物俳優であったことにより、キューブリックの思惑どおりになかなかことが進まなかったことが理由とされている。
ただし近年までの本作品の評価は一般的、批評家的にも高評価であり、キューブリック本人の自作否定と反して監督本人のキャリアを汚すものではない。もっとも、史実のスパルタカスを考えると、彼がローマ軍の捕虜となる筋書きには批判もある。

### 受賞歴
- 1960年アカデミー賞
  - 助演男優賞：ピーター・ユスティノフ
  - 美術監督・装置賞（カラー）：アレグザンダー・ゴリッツェン / エリック・オーボム / ラッセル・A・ゴーズマン / ジュリア・ヘロン
  - 撮影賞（カラー）：ラッセル・メティ
  - 衣裳デザイン賞（カラー）：ヴァレズ / ビル・トーマス

## サウンドトラック
2010年8月、映画の公開50周年と、音楽の作曲者アレックス・ノースの生誕100周年を記念して、サントラCDの完全版が発売された。